# Agatha (1979.)
Agatha je film iz 1979. u kojem glume Vanessa Redgrave i Dustin Hoffman u glavnim ulogama. Radnja se događa 1926. kad je Agatha Christie nestala. Izdan je u SADu 9. veljače 1979.
Moto: Fiktivno rješenje pravog misterija nestanka Agathe Christie.